# Marcel Tanzmayr
Marcel Tanzmayr (* 13. ledna 2002) je rakouský fotbalista, který hraje jako útočník za ASK Voitsberg, kam odešel v roce 2025 z First Vienna FC 1894.

## Klubová kariéra
V letech 2020–2022 hrál za SKN St. Pölten.
Dne 5. února 2022 podepsal smlouvu s First Vienna FC 1894. Smlouvu s klubem podepsal také Deni Alar.

## Reprezentační kariéra
V roce 2018 odehrál 2 zápasy za reprezentaci do 17 let.